# Нэн Грэй
Нэн Грэй (англ. Nan Grey; 25 июля 1918, Хьюстон, Техас — 25 июля 1993, Сан-Диего, Калифорния) — американская актриса кино.
Родилась Эсхол Лолитт Грей Миллер (англ. Eschal Loleet Grey Miller) 25 июля 1918 года в Хьюстоне, штат Техас.
В 1934 году Грей отправилась в Голливуд со своей матерью на каникулах. Кто-то из друзей убедил её принять участие в кинопробах. Её дебютным фильмом в 1934 году стала кинокартина компании Warner Brothers «Firebird». Она снялась вместе с Джоном Уэйном в фильме 1936 года «Море Спойлеры». Она также появилась в фильме «Дочь Дракулы» (1936) и в популярной музыкальной комедии 1936 года «Три милых девушки», а также в её сиквеле «Три милых девушки стали взрослыми».
Нэн Грей играла Кэти Маршалл в радио постановке NBC мыльной оперы «Кого мы любим» (1938—1945).
В 1960 году изобрела и выпустила на рынок косметическое зеркало для близоруких женщин. Некролог отметил, что среди его пользователей была принцесса Монако Грейс.
С июня 1950 года Нэн Грей была замужем за американским певцом Фрэнки Лэйном, который удочерил двух дочерей (Пэм и Джан) от первого её брака с гонщиком Джеком Вестроупом. Брак продлился до смерти актрисы 25 июля 1993 года от сердечной недостаточности.

## Фильмография
- 1934 — Жар-птица
- 1934 — Обыватель
- !935 — Великая Олицетворение (нет в тирах)
- 1936 — Золото Саттера
- 1936 — Дочь Дракулы
- 1936 — Морские Спойлеры
- 1936 — Три милых девушки
- 1938 — Опасность в эфире
- 1938 — Школа для девочек
- 1939 — Три милых девушки стали взрослыми
- 1939 — Лондонский Тауэр
- 1940 — Человек-невидимка возвращается
- 1940 — Дом о семи фронтонах
- 1941 — В возрасте